# 木防己属
木防己属（学名：Cocculus）是防已科下的一个属，为藤本或直立灌木植物。该属共有约8种，分布于热带和亚热带地区。
属名Cocculus源于希腊语kokkos，即“谷粒”。